# Wapen van Zweden
Het wapen van Zweden is het officiële wapen van het Scandinavische land Zweden.

## Beschrijving

### Wapen
Het schild bestaat uit een aantal andere kleinere wapens:
 eerste en vierde kwartieren, wapen van Zweden, drie gouden kronen op een blauw veld;
 tweede en derde kwartieren, wapen van het huis Bjälbo, regeerde over Zweden van 1250 tot 1364, een goud leeuw gekroond over drie zilver banen op een blauw veld;
 in het centrum, wapen van het huis Wasa, regeerde over Zweden van 1523 tot 1654, goud fasces op een blauw, wit en rood gestreept veld;
 ook in het centrum, wapen van het huis Bernadotte, regeerde over Zweden sinds 1818, een goud adelaar beneden een zilver brug en boven zeven gouden sterren van het sterrenbeeld Grote Beer, op een blauw veld.

### Aanhang
Het wapen wordt ondersteund door twee leeuwen met 'gevorkte' staart (queue fourchée), hun hoofden zijn weg van het schild gericht en ze dragen kronen. Eeuwenlang is de leeuw een belangrijk element in de Zweedse heraldiek en voor het wapen geweest. Het wapen is omgeven door de Orde van de Serafijnen.

## Het gebruik door de koning
Naast het feit dat het het officiële nationale wapen is, is een groter wapen het persoonlijke wapen van de koning van Zweden en zodanig kan hij besluiten het gebruik ervan als een persoonlijk wapen te beschouwen of ook door andere leden van het Koninklijk Huis gebruikt mag worden.